# Concha Márquez Piquer
María de la Concepción Márquez Piquer (Buenos Aires, 31 de diciembre de 1945-Madrid, 18 de octubre de 2021) fue una cantante española.

## Biografía
Hija del torero Antonio Márquez (1899-1988) (apodado Belmonte Rubio y Torero de Cristal), natural de Minas de Riotinto, y de la célebre tonadillera valenciana Concha Piquer, fue amadrinada por la entonces primera dama argentina Eva Perón. Desde muy joven decidió seguir los pasos artísticos de su madre y dedicarse al mundo de la canción. En los años 1950 estudió en el Colegio que las Madres Concepcionistas tenían en la calle de la Princesa, en Madrid, e intervino en los festivales navideños del Colegio. Comienza sus estudios de francés en Lausana, y posteriormente en la School of Drama de Londres, ciudad donde obtuvo el bachillerato en inglés. Más tarde estudia ballet con Conchita Huarte y canto con el maestro Juan Solano. 
En octubre de 1962, con 16 años, contrajo matrimonio con el torero Curro Romero. Debutó a los 24 años en una gala benéfica en el Teatro Calderón de Madrid. Un año después, el 21 de junio de 1970, hacía su presentación oficial en otra gala, en este caso en el Teatro de la Zarzuela, con un recital de 20 canciones y acompañada de una orquesta de 35 músicos.
El éxito fue fulminante e inmediatamente fue contratada por la compañía discográfica Columbia con la que graba varios discos.
Al año siguiente, 1971, quiere presentarse también como actriz y para ello elige un libro sobre La Bella Otero, escrito por el autor Joaquín Calvo Sotelo, de título Un millón de rosas. Se trata de una comedia musical, con la que se presenta en el Teatro Maravillas de Madrid, permaneciendo en cartel más de seis meses.
Participa en el concurso Pasaporte a Dublín (1970), para elegir representante de TVE en el Festival de Eurovisión de 1971, aunque finalmente resultó ganadora la cantante Karina.
De 1971 a 1974 realiza diversas giras por España, actuando cada año en Madrid en las salas Florida Park, Pavillon, Cleofás, etc.
En 1975 se presenta de nuevo en Madrid, en el Teatro Barceló, con la comedia musical Aplauso, que en su día fuera protagonizada en Broadway por Lauren Bacall.
En 1976 viaja a México, contratada por la Sala "El Patio", donde permanece a lo largo de seis semanas, presentándose cada semana en Televisa, Canal 2, dentro del programa que presenta Raúl Velasco, Siempre En Domingo.
En 1977 es seleccionada para representar a España  en el Festival de Bulgaria, en el que participan 26 países y donde compite con cantantes de renombre internacional, entre ellos Shirley Bassey y Albano. Resulta ganadora con la canción "Conjura" que desde entonces incorporó a su repertorio.
Durante las siguientes cuatro décadas centró su trayectoria en el ámbito de la copla, con una extensa discografía, aunque su popularidad siempre se ha visto ensombrecida por la fama de su madre, Concha Piquer.
En cuanto a su vida personal, se casó en la iglesia de San Jerónimo el Real de Madrid, el 26 de octubre de 1962 con el torero Curro Romero, con el que tuvo dos hijas, Concha y Coral, esta última trágicamente fallecida en noviembre de 1986 en accidente de automóvil en Estados Unidos, a los diecinueve años. Tras separarse del torero en 1979, obtuvo el divorcio en mayo de 1982, y contrajo matrimonio civil, ese mismo año, con el actor Ramiro Oliveros, padre de su hija pequeña, Iris Amor, nacida en 1988.
Falleció el 18 de octubre de 2021 en el Hospital Quirón de Madrid a causa de una neumonía. Está enterrada en el Cementerio de San Isidro de Madrid, junto a los restos de su hija y sus padres.

## Libros publicados
- Sabores: las recetas de mi vida (2001). ISBN 9788427027657
- Concha Piquer: así era mi madre (2015). ISBN 9788494475320[10]
- Memorias de Concha Márquez Piquer: yo misma (2017). ISBN 9788494654831[11]